# Handjob
Manuel stimulation af kønsorganer kaldes ofte for handjob.
- Wikimedia Commons har flere filer relateret til Handjob

| Sex | Spire Denne artikel om sex eller sexologi er en spire som bør udbygges. Du er velkommen til at hjælpe Wikipedia ved at udvide den. |